# 알바연대
알바노조(아르바이트노동조합)는 "알바들이 떼인 돈을 찾고 부당함을 제기하려면 일을 그만두거나 개인적으로 노동청에 신고하는 것 말고는 별다른 방법이 없어 고용주와 교섭을 통해 근로조건을 합의할 수 있고 필요하면 단체행동을 벌일 수 있는 노동조합이 필요하다"는 판단에 의하여 2013년 8월 7일에 설립된 대한민국의 전국 단위 노동조합이다.  2013년 1월 2일 시민단체 형식으로 출범할 때는 알바연대라고 불렸고 2013년 7월 25일 고용노동부 서울서부고용노동지청에 노조설립신고서를 제출했지만 "근로자가 아닌 자의 가입을 허용하면 노조로 보지 아니한다"는 규정에 의하여 한 차례 반려 되었다가 2013년 8월 7일에 다시 신고서를 제출하여 노조설립 신고필증을 교부받았고 그 이후에는 알바연대와 알바노조를 병행하여 사용하고 있다.

## 활동

### 2013년
- 1월 2일 <알바연대 출발> 기자회견
- 2월 21일 <최저임금 1만원으로 올려라> 대통령 인수위 앞 기자회견
- 2월 28일 서울지방고용노동청 앞 <점주와 알바를 착취하는 대기업 프랜차이즈 규탄> 알바5적(GS25/SPC/롯데리아/카페베네/고용노동부)을 선정하는 기자회견 《알바들의 고혈을 빨아먹는 알바오적 잡으러 간다!》과 1905년 장지연의 '시일야방성대곡'을 패러디한 아! 원통한지고. 아 분한지고. 우리 200만 알바여, 노예된 알바여! 살았는가. 죽었는가? 등의 내용을 담은 '시일야알바대곡'을 발표하면서 대기업 프랜차이즈의 문제와 알바권리보장 요구하는 활동 전개[1][2]
- 3월 8일
  - 서울지방고용노동청 앞 아르바이트생들의 근로조건이 열악한‘알바5적’을 발표한 뒤 퍼포먼스[3]
  - 서울 문래동 GS리테일 본사 앞에서 GS25 등 편의점 프랜차이즈에게 "최저임금법과 근로기준법을 준수하라"는 기자회견과 퍼포먼스[4][5]
- 3월 14일 서울 양재동 SPC그룹 본사 앞에서 기자회견을 열어 '알바 5적'으로 선정된 파리바게트의 아르바이트생 고용 실태를 공개[6]
- 3월 21일
  - 서울 중구 소공동 롯데백화점 앞에서 롯데리아의 아르바이트 운영 실태를 발표하고 시급 1만원 인상을 요구[7]
  - 부산지역 학회네트워크와 공동 주최하여 동아대학교에서‘새내기들을 위한 교실 밖 강연, 청춘돋보기’(인권운동가 고은태가 강연할 예정이었으나 대학생 성추행 문제로 취소하고 같이 강연할 예정이었던 김순자 알바연대 대표만 강연)[8]
- 3월 28일
  - 서울 광진구 중곡동 카페베네 본사 앞에서 전국의 카페베네 지점 72곳을 대상으로 한 조사 결과를 발표하면서 노동자들이 주휴수당과 야근수당, 4대 보험 적용 등을 제대로 받지 못하고 있다는 내용의 실태 조사 결과를 발표[9]
  - 알바연대가 주최하고 녹색당, 청년유니온, 청년좌파, 자립음악생산조합, <88만원 세대> 공저자 우석훈 등이 참여<최저임금 1만원> 토론회[10]
- 4월 4일 서울 중구 서울고용노동청 앞에서 알바연대가 기자회견을 갖고 고용노동부의 아르바이트 노동자 근로조건 개선을 촉구[11]
- 4월 6일
  - 케이블채널 tvN '쿨까당'전당대회의 법안 오디션에 ‘최저 시급 만원법’으로 참가[12]
  - 아르바이트를 하며 힘들게 살아가는 청년들, 이 시대를 살아가는 사람들에게 ‘잠깐 휴식을 취하며 좀 놀아보자’는 취지의 콘서트 《알바들의 파티‘pause’》(3호선 버터플라이, 와이낫, 룩앤리슨, 시와, 허클베리핀 등 총 5개 팀 공연)[13][14]
- 4월 12일 부산알바연대 주최 ‘카드, 대출 권하는 사회-어떻게 살아남을 것인가’강연회(‘꼼꼼 재무 다이어리’ 저자 이민정 개인재무설계사)[15]
- 4월 16일 "재벌닷컴에 따르면, 10대 주식 재벌 개인이 가진 주가 총액은 33조 원(2011년 기준)으로 이 돈이면 아르바이트 노동자 137만 명에게 최저 시급 1만 원을 줄 수 있다"며 "재벌 사장들의 재산만으로도 가난한 '알바'들을 구할 수 있다"고 지적[16]
- 4월 17일 <경총 재벌들의 돈으로 최저임금 1만원 올리자> 알바활빈당 기자회견[17]
- 4월 23일 청년유니온, 서울지역대학생연합, 알바연대 등 12개 청년단체들이 한국경영자총협회 회관 앞에서 기자회견을 하여 "최저임금 인상을 통해 청년을 살리는 경제 만들기에 앞장서라"고 촉구했다.[18]
- 4월 25일 서울 중구 조선호텔에서 열린 경총포럼 행사장 앞에서 “최저임금을 인상하라” 등의 구호를 외치며 피켓시위하자 경찰은 시위 참가자 15명 중 4명을 업무방해 및 퇴거불응 혐의로 현장에서 바로 연행했다.[19][20][21]
- 4월 26일 부산고용노동청 앞에서 ‘알바노동자 최저임금 1만원 인상’ 등을 요구하며 부산고용노동청장 면담을 촉구하는 공개 기자회견[22][23]
- 4월 30일 <최저임금 1만원> 2차 토론회
- 5월 1일
  - 서울 종로구 영풍문고 광교출입구 앞에서 청년녹색당, 국민대 대학생사람연대, 청소년노동인권네트워크 등 20여개 단체와 함께 '알바들의 메이데이' 집회를 열고 이후 명동 일대를 행진하며 서울고용노동청을 찾아 최저임금 인상과 알바 노동자들의 근로개선을 요구하는 퍼포먼스 제1회 알바데이[24][25]
  - 부산청년회와 부산청년연대, 청년유니온 부산지부 등이 함께 부산지방고용노동청을 찾아 청년들의 노동환경 실태조사를 발표하고 부산지방고용노동청을 고발하는 기자회견[26]
- 5월 9일 부산 알바연대 부산 남포동 광복로에서 최저임금 1만원 캠페인[27]
- 5월 15일 고용노동부의 제2차 청소년 근로환경 개선 TF 회의에 참석하여 현장의 생생한 목소리 전달[28]
- 5월 22일 경총에 대하여 공개 질의서: "경총 사장님들, 80만 원으로 한 달 살아보셨나요?"[29]
- 5월 23일 서울 소공동 조선호텔 열린 경총포럼 앞 알바포럼 '제1회 알바포럼'에서 알바연대 회원들이 '한국경총의 현황과 과제'를 주제로 이야기[30]
- 5월 28일 박근혜 대통령의  "시간제 일자리라는 표현에서 뭔가 편견을 쉽게 지울 수 없다"며 "새 출발을 하는 마당에 공모를 통해 이름을 좋은 단어로 바꾸는 게 좋을 것 같다"라고 말한 것에 대하여 "시간제 일자리의 대명사인 아르바이트는 법정 최저임금도 못 받는 열악한 일자리 수준에 머물러 있다"며 "고용률 70퍼센트 달성에 집착하기 전에 최저임금부터 1만 원으로 올려라"라고 주장했다.[31]
- 5월 30일 서울 강남구 논현동 최저임금위원회 앞에서 기자회견을 열고 "최저임금 1만원 시대를 여는 데 뜻을 함께하는 여러 단체와 개인들을 모아 위원회를 발족하고 첫 공식행사로 '6·8 최저임금 1만원 대회'를 개최한다"며 <최저임금 1만원위원회 제안> 기자회견[32]
- 6월 2일 알바연대 대변인 권문석 심장마비로 사망[33]
- 6월 3일 <알바연대 대변인, 사회운동가 故 권문석동지> 영결식[34]
- 6월 5일 알바생들이 가장 원하는 것은 '최저임금 인상'이라는 <대학가 알바 실태조사 발표> 알바연대 대학사업팀 기자회견[35]
- 6월 8일 최저임금 1만원대회, 최저임금위원회 앞 노숙농성 시작[36]
- 6월 14일 <최저임금 동결주장 규탄> 경총회관 처마 위 기습시위에서“7년 연속 최저임금 동결 주장 한국경총 장난하냐, 수백억 배당 잔치 조세피난처로 빼돌린 돈으로 시간당 최저임금 1만원 실현하라”라고 적힌 현수막을 건물 밖으로 내걸고 주변에 이 같은 내용을 포함한 유인물 100여장을 뿌렸고 건물 앞 인도에 모인 이들은 구호를 외치며 최저임금 인상과 재벌의 탈세 처벌 등을 주장하자 경찰은 건물 앞 알바연대 회원들에게 해산명령을 내렸다. 이에“최저임금을 시간당 1만원으로 인상하라”며 경총이 최저임금 동결안을 철회하겠다는 입장서를 가져오면 내려가겠다고 하자 알바연대 구교현 집행위원장 등 7명을 집시법 위반 등의 혐의로 마포경찰서로 연행했다.[37]
- 6월 18일  자사 아르바이트 직원에게 정규직 혜택을 제공하겠다고 밝힌데 대해, 알바연대는 "아르바이트생에게 주어지는 정규직 대우는 알량한 수준"이라고 혹평했다.[38]
- 6월 21일
  - 서울지역대학생연합과 청년유니온 등과 함께 구성한 최저임금 인상 생활임금 쟁취 청년학생단체 연석회의는 서울 강남구 논현동 최저임금위원회 앞에서 기자회견을 열고 "최저임금위원들은 최저임금 당사자들의 목소리를 듣고 2014년도 최저임금을 인상하라"고 촉구했다.[39]
  - <4,860원짜리 나쁜 시간제일자리 규탄> 청와대 앞 기습시위[40]
- 6월 22일 교토 락쿠난 유니온, 보찌보찌유니온 등 노조와 활동가들과 함께 한일 알바노동자 연대 교류회가 열어 열악한 바이터(프리터)와 알바노동자의 현실[41]
- 6월 24일 서울 강남구 서울세관 최저임금위원회 앞에서 맘편히 장사하고픈 상인모임,세븐일레븐.바이더웨이 가맹점주 협의회,최저임금 1만원위원회,경제민주화국민운동본부등의 단체들과 함께 최저임금 인상을 촉구하는 <영세상인 공동 최저임금 인상촉구> 기자회견을 열었다. 경제인총연합회의 최저임금 동결 움직임에 최저임금 인상은 모두에게 좋은 정책임을 주장하고,임대차 보호법 즉각개정,가맹사업법 개정,최저임금 인상등을 요구하고 있다.[42]
- 6월 25일 알바연대 등 시민단체들로 구성된 '최저임금 1만원위원회' 단체 소속 회원 20여 명은 국회 정문 앞과 그 주변에 200ｍ 간격으로 1명씩 늘어서서 '경제민주화 어디 갔니? 최저임금 1만 원'이라는 문구가 적힌 대형 피켓을 들고 시위했다.[43]
- 6월 27일
  - 최저임금위원회 마지막 교섭이 열리는 이날 오후 9시께 서울 논현동 최저임금위원회 건물 담벼락을 넘어 회의가 열리고 있는 서울세관 별관 5층으로 진입을 시도하면서“최저임금 1만원으로 인상하라”, “최저임금 1만원으로” 등의 구호를 외치며 별관 정문으로 뛰어갔으나 정문을 지키고 있던 10여명의 경찰들이 이들을 제지했고, 결국 추가 경찰 병력이 투입되며 28명에 대해 건조물무단침입 혐의를 적용해 현행범으로 체포, 연행됐다.[44]
- 6월 28일
  - 최저임금1만원 초 집중 결의대회
  - 최저임금위원회 앞에서 김민준 부산알바연대 활동가가 "27일 저녁 경찰이 제6차 전원회의가 열린 최저임금위에 진입하려는 회원 24명을 연행했다"며 이들을 석방할 것과 사용자위원들이 최저임금위원 자리에서 물러날 것, 최저임금 1만원 인상을 요구하는 긴급 기자회견에서 발언을 했다.[45]
- 7월 3일 청년유니온, 서울지역대학생연합 등 청년·학생 단체들과 함께 구성된 '최저임금 인상 생활임금 쟁취 청년 학생단체 연석회의'는 정오부터 약 1시간 동안 최저임금위원회 공익위원으로 참여하는 교수 5명이 소속된 성신여대, 연세대, 성균관대, 상명대, 인하대 앞에서 '교수님. 공익위원답게 책임지고 최저임금 인상해 주세요', '교수님. 저희 시급 좀 올려주세요' 등의 문구가 적힌 피켓을 들고 동시다발로 최저임금 인상을 요구하는 1인 시위[46]
- 7월 4일
  - 청년유니온 등과 함께 구성한 최저임금 인상 생활임금 쟁취 청년학생단체 연석회의 회원들이 국회 정론관에서“최저임금 심의의 실질적인 결정권을 갖고 있는 공익위원들이 정부와 사용자 편에 서서 침묵하고 있다”며 공익위원들의 공익적 심의를 촉구하며 최저임금의 인상을 요구하는 기자회견[47]
  - "박근혜 정부는 최저임금을 대폭 인상하라"고 요구하는 <무기력한 공익위원 규탄> 노동·시민사회·인권·학생단체 공동 기자회견, 여성연맹, 전국민주여성노동조합 등이 '박근혜 공약이행, 최저임금 대폭인상 촉구 여성연맹 간부 <마지막일지도모르는> 집중 결의대회'[48]
- 7월 5일 <최저임금 350원 인상 규탄> 분노의 최저임금 1만원 대회[49]
- 7월 13일 알바연대 회원 10명 창립총회[50]
- 7월 15일 서울 중구 정동 민주노총에서 진행한 아르바이트 노동자, 비정규직 노동자, 희망버스 참가자, 영세 자영업자 등 '을'들에 대한 좌담회[51]
- 7월 25일 고용노동부 서울서부고용노동지청에 노조 설립신고서 제출했지만, 서울서부고용노동지청은 "근로자가 아닌 자의 가입을 허용하면 노조로 보지 아니한다"는 노동조합 및 노동관계조정법에 따라 조합원 사업장 정보표기 등에 대한 보완을 요구[50]
- 7월 20일 사회운동가 故 권문석동지 추모제[52]
- 8월 3일 ‘국정원 정치공작 대선개입 시국회의’가 주최한 제 5차 국민촛불집회 연대 활동[53]
- 8월 5일 한국산업안전보건공단과 함께 실시한 산업보건 조사 발표[54]
- 8월 6일 서울 중구 서울고용노동청 앞에서 "알바노동의 실태를 고발하는 행위로는 문제를 해결할 수 없어 노조를 설립해 단체교섭·단체행동으로 권리찾기에 나서겠다"는 내용의 <알바노조 출발> 기자회견[55][50]
- 8월 7일 아르바이트 노동조합 설립 신고 완료, 상급단체에 가입하지 않은 전국단위의 노조[56][57]
- 8월 13일
  - <알바중개사이트 규탄> 기자회견[58]
  - 서울 신촌역 인근에서 열린 청소년 근로조건 준수 '알지 최서방' 거리캠페인 알바 체험에 참석한 방하남 고용노동부 장관에게 알바연대 회원들의 최저임금 1만원을 요구하는 항의 기습 시위[59][60]
- 8월 16일 알바증언대회, 보이는 라디오[61]
- 8월 20일 <문경 알바노동자 사망사건 책임자 처벌요구> 기자회견[62]
- 8월 31일 울산 현대자동차 비정규직 희망버스 연대[63]
- 9월 10일 <알바인권보장> 국회 토론회
- 9월 12일 서강대 정문 앞에서 기자회견을 열고 "서강대 등 모든 대학은 학교 근로 장학생을 아르바이트 노동자로 인정하고 연장·야간수당 등 체불임금을 지급하라"고 촉구했다.[64]
- 9월 16일 <임금명세서 교부의무화 촉구> 기자회견[65]
- 10월 2일 악세사리 전문점 레드아이 본사와 첫 단체협약 체결[66]
- 10월 11일 아르바이트로 전락한 현장실습[67]
- 10월 14일 국회 국정감사 증인출석[68]
- 10월 16일 <알바노조 전국화를 위한> 지역순회, 천안‧대전‧광주‧부산‧울산‧청주‧제주지역 순회[69]
- 10월 24일 광주아르바이트연대노동조합준비위원회는 "아르바이트 노동은 보편적인 노동형태가 됐지만 최저임금 수준도 미치지 못한다"며 "광주노동청은 법을 위반하는 업체에 대해서는 엄중 처벌해야 한다"고 촉구했다.[70]
- 10월 28일 아르바이트 노동조합과 민주노총 울산지역본부, 알바연대, 좌파노동자회 등은 울산시청 프레스센터에서 기자회견을 갖고 울산의 아르바이트 노동자 24%가 최저시급 미만의 임금을 받고 있으며 40%는 근로계약서를 작성하지 않는다는 내용을 담은 '울산 알바노동자 노동실태 보고서'를 발표했다.[71]
- 11월 5일서울시가 맥도날드, 도미노피자 등 프랜차이즈 외식업체 2곳과 '서울시 마을파수관 공동추진 협약식'을 맺고 이들 업체의 배달원 1000명을 활용한 '마을파수관' 사업을 시행할 예정이라고 하는 것에 대해 "아르바이트 노동자를 다른 방식으로 활용하는 것이 자칫 본사와 시로부터 부당한 노동을 요구받는 것은 아닌지, 노동력을 강취당하는 것은 아닌지 우려스럽다"며 "문제해결의 의지가 있다면 시가 인력을 더 충원하는 게 맞다"고 꼬집었다.[72]
- 11월 6일 <서울지역 6개 대학 알바노조 공동출범> 기자회견[73]
- 11월 9일 알바노조 1차 총회 및 퍼레이드
- 11월 10일 제1회 알바․비정규직 노동자 대회
- 11월 11일 부천지역 알바노동자 실태고발 기자회견
- 11월 13일 <노동법위반율 최대> SPC 본사 규탄 기자회견[74]
- 11월 16일 구이가 역곡점 단체협약 체결[75]
- 11월 20일 여성노동단체들의 연대모임인 생생여성노동행동과 9명의 여성 국회의원(한명숙, 심상정, 김상희, 남윤인순, 유승희, 은수미, 인재근, 장하나, 한정애)이 공동 주최한 정부의 시간제 일자리 확대 저지를 위한 공동 기자회견[76]
- 12월 10일 알바인권선언 기자회견[77]

### 2014년
- 1월 16일 유령알바 기자회견[78]
- 2월 8일 ~ 2월 9일 조이캠프
- 3월 1일 ~ 3월 2일 <안녕,새내기> 공동주최
- 3월 5일 신입조합원 교육 및 사법연수원 분회 활동 시작[79]
- 3월 8일 알바노조 운영위원회 및 신입조합원 교육
- 3월 26일 아르바이트 노동자들의 노동실태와 권리찾기 사례를 담은 책 '알바들의 유쾌한 반란'을 출판 ISBN 9788985022675[80]
- 3월 27일 사법연수원장 항의 방문
- 3월 29일 서울 서대문구 연희동 '분더바 카페' 강제철거 규탄 문화제 연대[81]
- 4월 2일 서울 중구 고용노동청 앞에서 기자회견을 열고 대기업 프랜차이즈 가맹점들의 근무표 조작 등을 포함한 근로기준법 위반 사례를 공개하고 이들을 상대로 한 특별근로감독을 촉구하는 악질기업 고발 기자회견[82]
- 4월 10일 SEIU(Service Employees international Union, 전미서비스노조) 간담회[83]
- 4월 11일
  - 최저임금연대의 2015년 적용하는 최저시급 6700원이상을 요구하는 '최저임금 현실화 촉구 기자회견'[84]
  - 제1차 최저임금위원회전원회의가 열리는 한국프레스센터 19층 매화홀 앞에서 알바노조 구교현 위원장을 비롯한 조합원 5여명과 알바노조 지도위원인 좌파노동자회 허영구 대표가 함께 "최저임금 1만원 인상에 동의하는 서명해주세요!"라는 피켓팅을 펼쳤다.[85]
  - 《세월호를 기록하다》저자와의 만남 ISBN 9788994142401
- 4월 12일 제2회 알바들의 파티 <on air>
- 4월 16일 민주노총 부산본부, 금속노조 부양지부, 부산민중연대, 청년유니온노조, 알바노조 등은 부산시청 광장에서 발대식을 갖고 ‘2014 차별철폐 대행진’에 돌입했다.[86]
- 4월 28일 지방선거 간담회
- 5월 1일 서울 보신각에서 기본소득청소년네트워크와 노동당 청소년위원회, 알바연대, 알바노조 등 노동관련 단체 회원들이 최저임금 1만원 보장 등을 요구하는 제2회 알바데이 & 알바상담소 개소[87]
- 5월 4 ~ 5월 10일 제1회 패스트푸드 노동자 국제회의 참가[88]
- 5월 15일 미국 맥도날드 주주총회를 앞두고 세계 6대륙 35개국 150여 개 도시(한국에서는 서울 신촌과 부산 맥도날드 경성대점)에서 진행된 공동행동에 참가한 국제식품연맹(IUF), 전국민간서비스산업노동조합연맹, 알바노조와 청년유니온은 '저임금 고강도 노동에 억눌린 세계 패스트푸드 노동자 국제행동 기자회견'에서 생활임금과 노동권 보장을 요구했다.[89][90]
- 5월 24일 '세월호 참사 진상규명 특별법 제정 2차 범국민촛불 행동' 연대[91]
- 5월 26일 민주노총, 한국노총, 알바노조, 청년유니온, 참여연대 회원들이 서울 광화문광장에서 '투표권 보장을 위한 노동·시민단체 기자회견'을 열어 고용주의 투표시간 보장과 이를 위한 선거관리위원회와 고용노동부의 철저한 감독을 촉구[92]
- 5월 27일 국회 '정부의 최저임금 인상기준의 문제점과 올바른 기준 마련 토론회'[93]
- 6월 1일 故권문석 1주기 추모제 및 최저임금 1만원 대회
- 6월 13일 서울 마포구 경총회관 앞에서 사용자들의 대표체인 경총의 최저임금 동결 입장에 항의하며 '동결(凍結) 퍼포먼스'[94]
- 6월 15 ~ 6월 23일 일본 AWC 전국순회 참가
- 6월 21일 송전탑 건설에 반대하는 주민들을 돕는 농촌 봉사활동 '2014 생명평화의 초록 농활 기획단'[95]
- 6월 22일 최저임금1만원위원회, 최저임금연대 등과 함께 서울 도심, 세종시 최저임금위원회 앞 등지에서 '최저임금 1만원 집중행동'
- 6월 27일
  - 알바노조는 “최저 수준에서 노동자의 임금을 논의하는 지금의 프레임을 폐기하고 노동자의 임금문제를 사회연대 차원에서 접근해야 한다. 현재의 OECD최대의 임금격차 수준, 삼성전자 임원의 1시간 시급이 최저임금의 604배를 넘는 비정상적 상태를 정상화해야 한다”며 “최저임금위원회가 아니라 (가칭)임금격차해소위원회가 필요하다”고 강조했다."[96]
  - 최저임금위원회 해체 기자회견[97]
- 7월 14일 서울 서초구 서울중앙지방법원 앞에서 열린 '1만원투쟁 벌금규탄 기자회견'에서 최저임금 1만원 운동과정에서 30만원에서 400만원의 벌금이 부과돼 누적액이 1천5백만원에 달하며 부과된 벌금을 규탄했다. 400만원의 벌금이 부과된 구교현 위원장은 이날 서울 서부지검에 출두해 자진노역을 할 것이라고 밝혔다.[98][99]
- 7월 23일 "고작 370원 올려놓고 살라는 건지, 죽으라는 건지."  청와대 앞에서 최저임금 재심의를 요구하며 1인 시위를 하는 허영구 알바노조 지도위원[100]
- 7월 24일 최저임금 370인상 찬/반 여론조사 결과발표 기자회견
- 7월 26일 최저임금 1만원 위원회 후원주점
- 8월 4일 대만 대학노조 교류회
- 9월 2일~ 9월 6일: 미국패스트푸드 노동자 하루파업 참가[101]
- 9월 21일 알바상담소 서포터즈 오리엔테이션
- 10월 17일
  - 유엔이 정한 세계 빈곤 퇴치의 날을 맞아 알바노조·사회진보연대·노년유니온 등이 참가한 '1017 빈곤철폐의 날 조직위원회'가 서울 동대문디자인플라자 앞에서 대학로 마로니에 공원 방향으로 가두 행진[102]
  - 패션노조와 공동 퍼포먼스 -  '무급인턴, 무급헬퍼, 최저임금 이하의 월급, 수당없는 연장근무와 야근=노동착취'[103]
- 10월 24일 《지난 일주일 동안 이중 몇개나 해봤습니까?》[104]
- 10월 25일
  - 서울 세종로 파이낸스빌딩 앞에서 ‘2014년 비정규직 철폐! 전국노동자대회’구교현 알바노조 위원장은 “얼마 전 비정규직으로 일하던 한 청년노동자가 온갖 모멸감을 겪다 정규직 꿈을 이루지 못한 채 스스로 목숨을 끊었다”며 “정부는 청년고용이 늘고 있다고 하지만, 이는 알바나 인턴 같은 질 나쁜 일자리뿐이다. 특히 인턴은 밥값과 차비만 주고 무료 노동을 강요하는 착취의 수단이다. 아르바이트 역시 근로계약서가 없어 최저임금조차 받기 어렵다”고 비판했다.[105]
  - 국제교류사업 보고대회
- 10월 28일 알바상담소 상담위원 수료식 (이대 로스쿨)
- 11월 4일 민주노총 소속 비정규직 노조와 세대별 노조 등으로 구성된‘박근혜 비정규직 양산법안 저지 긴급행동(준)’은 서울 정부종합청사 앞에서 기자회견을 열고 비정규직 종합대책을 추진하며 시간제 일자리를 늘리려고 하는 박근혜 정부의 비정규직 양산법안 저지를 위한 투쟁에 나서겠다고 밝혔다.[106]
- 11월 9일 제2회 알바+비정규직 노동자대회[107]
- 11월 20일 함부로 잘린 알바들의 기자회견 (맥도날드 역곡점 앞)[108]
- 11월 22일  홍대 걷고싶은 거리 충남슈퍼 앞, 알바노동자의 권리 홍보 거리 캠페인
- 12월 4일 맥도날드 해고사건관련 국제 노동자 1만여명 항의서한
- 12월 7일  ‘무지개 농성단’ 연대[109]
- 12월 10일 맥도날드 한국지사 항의방문[110]
- 12월 18일 맥도날드 근로실태 조사결과 발표 기자회견(맥도날드 청담 DT점 앞)에서 맥도날드 불법관행의 윤곽이 확인되었으며, 더 이상 기업이미지가 실추되는 것을 막고 싶다면 문제해결을 위해 알바노조와 교섭에 나서라”고 밝혔다.[111]
- 12월 29일 여의도 새누리당 당사 앞에서 김무성 대표가 "아르바이트 현장에서 부당한 일이 없는 사회를 만드는 것이 정치인이 할 일이다"는 말을 시작으로 "처음에 아르바이트 구하러 가서 악덕업자인가 아닌가 구분하는 능력도 여러분들이 가져야 한다"고 발언한 것에 대해 사과와 아르바이트 환경 개선대책을 촉구하는 기자회견[112][113]

### 2015년
- 1월 7일 광화문 이순신동상 앞, 패션업계 부당노동사례 발표 기자회견
- 1월 12일 쌍용자동차 노동자 연대 오체투지 행진단[114]
- 1월 22일  서울 장교동 서울고용노동청·국가인권위 앞, 고시원-독서실 알바 실태고발 기자회견/신체사이즈로 디자이너를 뽑는 패션업계 고발 기자회견
- 2월 7일 '알바에게 권력을'이라는 제목의 맥도날드를 규탄하는 성명을 발표하며 맥도날드의 부당 처우 등을 폭로하고 나서 "부당해고 철회하라"를 외치며 서강대 정문→맥도날드 신촌점까지 행진하는 맥도날드 규탄대회를 가지고 맥도널드 신촌점 점거시위[115]
- 2월 9일 쌍용차 해고자 이창근의 ‘<해고일기> 북토크’[116]
- 2월 23일 서울 광화문 광장에서 사이버 사찰 긴급행동의 주최로 <3.1 사이버 감시 국가 독립만세의 날 기자회견>[117]
- 3·8 세계 여성의 날 기념 제31회 한국여성대회 연대[118]
- 3월 14일 알바노조 전남대분회 창립[119]
- 3월 18일 서울 중구 정동 프란치스코 교육회관에서 열린 '장그래 살리기 운동본부 출범 기자회견에서‘비정규직종합대책 폐기, 최저임금 1만원 인상’을 촉구했다.[120]
- 3월 21일 서울 동대문디자인플라자(DDP) 앞에서 열정페이를 규탄하고 ' '우리는 공짜가 아니다. WE ARE NOT FREE'를 말하면서 열정페이를 거부하는 청년 ․ 노동 ․ 시민사회단체 공동기자회견을 진행하고, 4개의 공연팀이 출연하는 청년힐링문화행사를 진행[121]
- 3월 23일 서울 관악구 대학동에 위치한 고시촌 북카페에서 김무성 새누리당 대표의 1인 청년가구 관련 타운홀 미팅이 진행되는 가운데 행사장 앞에서 관악구에 거주하는 한국청년연대 회원들과 관악 고시촌 1인 거주 청년들이 김 대표의 고시촌 방문에 항의[122]
- 3월 25일
  - 새누리당 김무성대표가 청년층과 만나는 청년무대를 이어가기 위해 25일 서울 한양대학교를 방문하자 한국청년연대, 알바노조, 신림동고시촌1인거주청년들 회원들이 여당의 청년 정책을 비난하며 김대표에게 항의[123][124]
  - ‘장그래 살리기 대구지역 운동본부(장그래 대구본부)’는 25일 오전 대구시청 앞에서 출범 기자회견을 열고 “종합 대책을 폐기해야한다는 사회적 여론과 분노가 형성되고 있지만 정부는 귀를 닫고 있어 시민의 힘을 모으게 됐다”며 “저임금을 받는 노동자의 생존권은 반드시 보장돼야 하며, 최저임금을 1만원으로 인상해야 한다”고 요구했다.[125]
    - 민주노총 부산지역본부는 4월 총파업을 앞두고 부산서 대규모 결의대회를 열고 △공적연금 강화 △공공기관 가짜정상화 폐기 △비정규직 철폐 △노동시장 구조개악 중단 등을 촉구한 것에 연대[126]
- 3월 28일

알바노조 소속 50여명은 2015년 3월 28일 오후 6시께 맥도날드 신촌·종로·홍제점 앞에 모여 집회를 열고 "아르바이트생들의 시급을 인상하고 유연근무제로 인해 발생하는 불안정한 근무 형태를 개선하라"를 요구하며 점거시위를 벌였다. 조합원들은 당초 신촌점 안으로 들어가 집회를 벌일 예정이었지만, 맥도날드 측이 안전문제를 이유로 일시적으로 영업을 중단해 매장 앞에서 집회를 열었다. 종로2가점에서는 매장 안으로 들어가려는 알바노조 회원들이 매장 주변에 투입된 경찰력과 대치하는 상황이 벌어지기도 했다. 기습 시위와 관련하여 맥도널드 측은 알바노조가 주장하는 부당행위에 대해 “사실과 다르다”며 반박하면서“전체 크루의 93%가 평균 7000~9000원 이상의 시급을 받고 있고, 시급제 직원도 본사 일반 사무직과 같이 4대보험, 퇴직금, 학비지원 등 다양한 복지혜택을 누리고 있다”고 주장하자 알바노조는“본사가 증거를 내놔야 한다고 생각한다”고 토로하면서“90% 이상의 시급이 7000~9000원이라고 하는데 이건 말이 안된다”라고 주장하면서 "알바천국에 게재된 맥도날드 알바 광고모집글만 보더라도 시급은 최저임금임인 5580원에 준하고 있음을 알 수 있다"고 설명했다.
- 4월 1일 아르바이트 실태 보고 및 권리 신장 토론회(국회의원회관)
- 4월 2일
  - YTN라디오 《신율의 출발 새아침》- <대한민국을 고발합니다>라는 프로그램에서 구교현 알바노조 위원장과 안진걸 참여연대 사무처장이 출연하여“열정 페이, 쪼개기 등 알바노동자 문제 심각"하다는 사실을 전했다.[131]
  - 서울 종로구 광화문광장에서 "장그래 살리기는 노동시장구조개악이 아니라 최저임금 1만원으로"라는 내용의 기자회견[132]
- 4월 1일 미국 맥도날드 본사는 직원 9만 여명의 시급을 9.9달러로 인상하기로 한 것에 대하여 한국 맥도날드도 알바노동자 시급을 인상하라 요구
- 4월 6일
  - 한국노총 노사정위원회 탈퇴, 정부와 사용자집단은 노동시장 유연화를 즉각 중단하라! 규탄 성명
  - 국회 잔디마당 새정치민주연합 정책엑스포<Job 것을 달라> 토크콘서트
- 4월 15일 패스트푸드 뿐만 아니라 일반 소매판매점 종업원, 영유아 보육 종사자, 돌봄노동자, 대학 강사, 가사노동자, 공항 시급 노동자 등 최저시급을 받은 다양한 노동자의 연대로 확산하는 세계 패스트푸드 노동자들과 함께 국제공동행동
- 5월 1일
  - 노동절 사전집회 서울 보신각 제3회 알바데이: 맥도날드 알바노동자들의 시위[133]
  - 서울광장 민주노총 노동절 대회
- 6월 전국 맥도날드 매장을 상대로 한 게릴라 시위

### 2016년
- 1월 22일 알바노조 2기 출범 총회 (위원장 박정훈, 사무국장 용윤신 당선)
- 1월 22일 서울고용노동청에 직무를 유기하는 근로감독관에게 집단 민원을 제기하다 조합원 약 60명 연행
- 3월 8일 CGV 앞 '우리는 영화관의 꽃이 아니다.' 기자회견

### 2017년
- 2월 18일 알바노조 3기 출범 총회 (위원장 이가현, 사무국장 강태이 당선)
- 2월 18일 <노조가 간다> 프로젝트 진행

## 주요 사업
- 알바상담소
  - 무료상담
  - 노동법 교육
  - 서포터즈 운영
- 사례집 등 발간
  - 정기간행물 《월간 만원》
  - 비정기간행물
- 알바인권
  - 최저임금 1만원 운동
  - 알바인권선언

## 조직
- 알바노조
  - 여성주의모임 비정분회
  - 가톨릭대학교분회
  - 서강대학교분회
  - 성공회대분회
  - 전남대학교분회
  - 맥도날드분회
- 알바노조 울산지부
- 알바노조 광주준비위원회
- 알바노조 부산지부
  - 동아대학교 분회
- 알바노조 대구지부
- 알바노조 인천지부
- 알바노조 전주준비위원회
- 알바노조 대전충남준비위원회

## 평가
- 2013년 3월 23일 남성연대를 지지하는 사람이 알바연대를 지지하는 사람의 최저임금 인상론에 비판하자 알바연대 지지자가 "남성연대도 반대하는 알바연대"라는 내용을 게시한 것을 두고 양측이 설전[134]
- 최저시급 1만원을 주장하며 민주노총과 함께 목소리를 내는 알바노조와 다르게 대한민국청년대학생연합이라는 단체는 "좋은 일자리 독점하지 말고 비정규직 청년들에게도 나누어주세요"라는 것을 내세우고 있다.[135]
- 무조건 목소리를 높이고 떼를 쓰면 불가능한 일도 가능하게 되는 우리나라의 정서를 빗대어, 헌법 위에 ‘뗏법’이 있다는 말이 있다. 이미 알바노조는 현재 계획하고 있는 매장 점거 외에도 이미 몇 차례 매장 앞 시위를 단행했고 심지어 맥도날드 근로자들이 일하고 있는 본사 사무실까지 피켓과 확성기를 들고 무단 침입을 일삼은 것에 대해 “이런 행동은 알바연대에 대한 싸늘한 시선만 늘어날 뿐이다”라는 비판이 있다.[136]

- 서울중앙지방법원 형사13단독 박주영 판사는 2016년 1월 근로감독관에 대한 민원제기를 명목으로 서울지방노동청 민원실에 들어가 구호를 외치는 등 건조물침입행위를 한 혐의로 재판에 넘겨진 알바노조 박정훈 전 위원장 등 14명에게 벌금형을 선고한 뒤 "피고인들이 갖고 있는 목적의 정당성은 인정될 수 있다"면서 “다만 제가 안타까운 것은 그 과정에서 법을 경시하는 태도를 보인다면, 국민들로부터 결코 지지를 받지 못한다. 그렇게 될 경우 본인들이 가진 정당한 목적 또한 훼손되고 사회에는 결코 도움이 되지 않는다”라며 “이를 각별히 유념해주셨으면 좋겠다"는 말을 피고인들에게 했다.[138]

## 같이 보기
- 열정페이
- 장그래살리기운동본부
- 고용노동부